# Adolph Knop
Adolph Knop, também Adolf Knop (Altenau (Baixa Saxônia), 12 de janeiro de 1828 – Karlsruhe, 27 de dezembro de 1893), foi um geólogo e mineralogista alemão.

## Vida
Knop estudou matemática e ciências naturais (química, geologia e mineralogia) na Universidade de Göttingen. Dentre seus professores constam o químico Friedrich Wöhler e o mineralogista Friedrich Hausmann.
Em 1856 foi professor extraordinário de geologia e mineralogia na Universidade de Giessen, tornando-se em 1863 professor ordinário.
Em 1866 foi professor de geologia e mineralogia da Polytechnische Hochschule in Karlsruhe. Em 1878 foi diretor do Großherzogliche Naturalienkabinett, sucessor de Moritz August Seubert. Em 1874/1875 foi diretor da TH Karlsruhe.
Em 1881 foi eleito membro da Academia Leopoldina.

## Obras
- System der Anorganographie: als Grundlage für Vorträge an Hochschulen, Leipzig, H. Haessel 1876
- Der Kaiserstuhl im Breisgau. Eine naturwissenschaftliche Studie, Leipzig, Engelmann 1892